# Distria Krasniqi
Distria Krasniqi (Peć, 1995. december 10. –) olimpiai és Európa-bajnok koszovói cselgáncsozó.

## Pályafutása
A pejai Ippon Judo Club versenyzője, aki 48 és 52 kg-os súlycsoportban szerepel. Részt vett a 2020-as tokiói olimpián, ahol súlycsoportjában aranyérmet szerzett. A 2019-es tokiói világbajnokságon légsúlyban, a 2022-es taskenti versenyen harmatsúlyban bronzérmet szerzett. 2018 óta az Európa-bajnokságokon három arany-, két ezüst- és két bronzérmet szerzett.
A 2024-es párizsi olimpián az 52 kg-os súlycsoportban ezüstérmes lett.

## Sikerei, díjai
- Olimpiai játékok
  - aranyérmes: 2020, Tokió (48 kg)
  - ezüstérmes: 2024, Párizs (52 kg)
- Világbajnokság
  - ezüstérmes (1): 2025 (52 kg)
  - bronzérmes (2): 2019 (48 kg), 2022 (52 kg)
- Európa-bajnokság
  - aranyérmes (3): 2021 (48 kg), 2024 (52 kg), 2025 (52 kg)
  - ezüstérmes (2): 2018 (52 kg), 2023 (52 kg)
  - bronzérmes (2): 2020 (48 kg), 2022 (52 kg)